# Apatura phaedra
Apatura phaedra är en fjärilsart som beskrevs av John Henry Leech 1892. Apatura phaedra ingår i släktet Apatura och familjen praktfjärilar. Inga underarter finns listade i Catalogue of Life.